# Diòcesi de Plasència
La Diòcesi de Plasència (en llatí: Diœcesis Placentina in Hispania) és una de les diòcesis d'Espanya pertanyent a l'Arquebisbat de Mèrida-Badajoz, en la comunitat autònoma d'Extremadura. Anteriorment (des del Concordat de 1851) havia estat sufragània de l'arxidiòcesi de Toledo.
L'actual bisbe és Amadeo Rodríguez Magro, ordenat per Joan Pau II el 3 de juliol de 2003. La seu episcopal està situada a la ciutat de Plasencia.

## Territori
En l'actualitat, la seva extensió és una mica superior als 10.000 quilòmetres quadrats, abastant territoris pertanyents a tres províncies:
- Càceres: on es troba la major part del territori diocesà i la seu episcopal, Plasencia.
- Badajoz: amb ciutats com Don Benito, Guareña, Medellín i Navalvillar de Pela.
- Salamanca: amb la ciutat de Béjar, Santibáñez de Béjar i Puente del Congosto.

Administrativament està dividida en quinze arxiprestats:Béjar, Cabezuela del Valle, Casatejada, Don Benito, Fuentes de Béjar, Hervás, Jaraíz de la Vera, Jarandilla de la Vera, Logrosán, Miajadas, Mirabel, Navalmoral de la Mata, Navalvillar de Pela, Plasència i Trujillo.

## Història
La diòcesi de Plasencia va ser erigida canònicament pel papa Climent III (Pontificat de desembre de 1187 a març de 1191) en 1189, a instàncies del rei Alfons VIII de Castella que en aquest mateix any havia fundat la ciutat. Encara que la butlla original no es conserva, el text íntegre es troba en un escrit posterior d'Honori III, el 14 de novembre de 1221 pel qual es confirma la creació del bisbat.
En aquesta època, existeixen dues dades de rellevància: en juny de 1188, el papa Climent III insta a Pedro Tajador, ardiaca de Plasencia, perquè sotmeti a tots els placentins a l'autoritat del bisbat d'Àvila; l'1 de juny de 1190, signa una ordre de donació del rei Alfons VIII de Castella, D. Bricio, ja com a bisbe de Plasencia.
Amb tota seguretat, es pot afirmar que la diòcesi comença a existir com a tal, ja des de 1189.
Des de la seva fundació, aquesta diòcesi va pertànyer a l'arxidiòcesi de Santiago de Compostel·la, ja que en aquells moments la de Mèrida estava sota el domini dels musulmans i freturós de població. Com ja s'ha assenyalat, després del Concordat de 1851, va pertànyer a l'Església Prevalguda de Toledo, fins a la creació, per Joan Pau II de l'actual província eclesiàstica.

## Estadístiques
El 2016 a la diòcesi hi havia 261.853 batejats, sobre una població de 273.172 persones, uns 95,9% del total, el 1976 encara eren 100%.
| any  | població | població | població | sacerdots | sacerdots       | sacerdots       | sacerdots              | diaques | religiosos | religiosos | parròquies |
| ---- | -------- | -------- | -------- | --------- | --------------- | --------------- | ---------------------- | ------- | ---------- | ---------- | ---------- |
| any  | batejats | total    | %        | total     | clergue secular | clergue regular | batejats por sacerdote | diaques | homes      | dons       |            |
| 1950 | 334.000  | 335.000  | 99,7     | 225       | 200             | 25              | 1.484                  |         | 45         | 450        | 168        |
| 1970 | 325.000  | 325.000  | 100,0    | 307       | 261             | 46              | 1.058                  |         | 111        | 665        | 166        |
| 1976 | 310.000  | 310.000  | 100,0    | 228       | 188             | 40              | 1.359                  |         | 70         | 532        | 204        |
| 1990 | 268.000  | 273.100  | 98,1     | 200       | 170             | 30              | 1.340                  |         | 49         | 466        | 201        |
| 1999 | 271.646  | 273.687  | 99,3     | 201       | 170             | 31              | 1.351                  |         | 44         | 416        | 201        |
| 2000 | 270.915  | 271.720  | 99,7     | 210       | 166             | 44              | 1.290                  |         | 56         | 419        | 201        |
| 2001 | 271.026  | 274.644  | 98,7     | 189       | 158             | 31              | 1.434                  |         | 51         | 406        | 201        |
| 2002 | 270.494  | 274.561  | 98,5     | 204       | 173             | 31              | 1.325                  |         | 48         | 433        | 201        |
| 2003 | 270.463  | 275.793  | 98,1     | 180       | 172             | 8               | 1.502                  |         | 27         | 435        | 201        |
| 2004 | 266.724  | 272.654  | 97,8     | 179       | 171             | 8               | 1.490                  |         | 38         | 408        | 201        |
| 2013 | 270.100  | 279.100  | 96,8     | 172       | 155             | 17              | 1.570                  |         | 44         | 349        | 200        |
| 2016 | 261.853  | 273.172  | 95.9     | 167       | 160             | 17              | 1.479                  |         | 31         | 329        | 200        |